# Wise Data Recovery
Wise data Recovery este un program freeware de recuperare de date, dezvoltat de WiseCleaner.com. Se pot recupera fișierele (foto, cuvânt, e-mail, etc txt), care au fost "permanent" eliminate și marcate de sistemul de operare ca spațiu liber. Programul poate fii, de asemenea, folosit pentru a recupera fișierele șterse de pe memorii flash USB, carduri de memorie, sau playere MP3.

## Caracteristici
- Wise Data Recovery  poate indica starea (Bine, Slab, foarte slab, sau pierdut) fișierului de recuperat.[1]
- Suport pentru filtrarea datelor prin tipurile de fișiere generale (imagine, audio, video, documente, fișiere comprimat și e-mail).[2]
- Sprijin pentru a filtra rezultatul scanării prin următoarele tipuri de fișiere speciale (JPEG, PNG, ZIP, DOC, XLS, TXT, MP3, MP4, etc)
- Atât unități locale cât și unități detașabile sunt acceptate.[3]
- Un suport îmbunătățit pentru  FAT32 & NTFS.[4]
- Este  100% TRIAL și are cea mai bună  viteză de scanare.

## Alte programe de la WiseCleaner.com
- Wise Care 365 - Un instrument de tipul “totul într-unul singur” pentru Windows PC & optimizare și curățare
- Wise Registry Cleaner - Un instrument de curățare a registrului  gratuit și instrument de optimizare
- Wise Disk Cleaner - Eliberează spațiu pe disc și un instrument de defragmentare